# Jimmy Woode

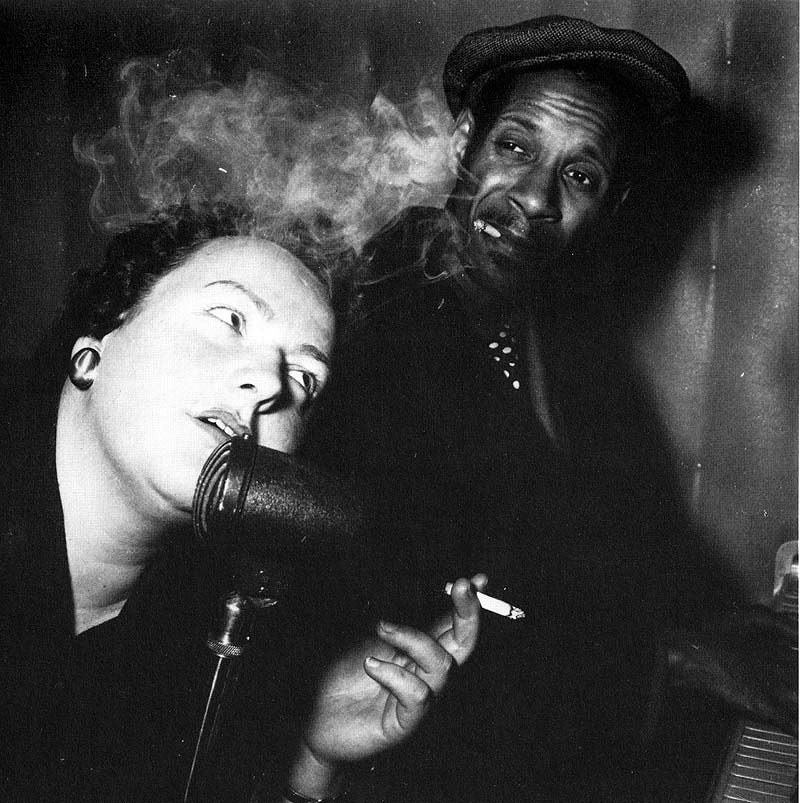
Sonya Hedenbratt y Jimmy Woode
(Gotemburgo, 1947)

James "Jimmy" Bryant Woode (Filadelfia, 23 de septiembre de 1926 - Lindenwold, Nueva Jersey, 23 de abril de 2005) fue un contrabajista estadounidense de jazz que, además de formar parte de la banda de Duke Ellington, grabó con artistas como Flip Phillips, Sarah Vaughan, Ella Fitzgerald, Nat Pierce, Sidney Bechet, Billie Holiday, Jaki Byard, Earl Hines, Jimmy Witherspoon y Miles Davis.
Se unió a la Duke Ellington Orchestra en 1955, y figura en muchas de las grabaciones de Ellington, incluyendo Such Sweet Thunder y Ella Fitzgerald Sings the Duke Ellington Songbook, ambos de 1957, y la sesión histórica de 1956 en el Newport Jazz Festival. En 1960 se fue a vivir a Europa, donde se convirtió en miembro fundador de Kenny Clarke/Francy Boland Big Band.

## Discografía

### Comosideman
Con Kenny Clarke/Francy Boland Big Band
- The Golden 8 (Blue Note, 1961)

Con Eric Dolphy
- Stockholm Sessions (Enja, 1979) rec. 1961

Con Mal Waldron
- Black Glory (Enja, 1971)
- Mal Waldron Plays the Blues (Enja, 1971)
- A Touch of the Blues (Enja, 1972)
- One-Upmanship (Enja, 1977)